# Гофман, Эрнст Теодор Амадей
Эрнст Теодо́р Амадей Го́фман (нем. Ernst Theodor Wilhelm Hoffmann; 24 января 1776[…], Кёнигсберг[…] — 25 июня 1822[…], Берлин) — немецкий писатель-романтик, сказочник, композитор, художник, юрист.
Из преклонения перед Вольфгангом Амадеем Моцартом в 1805 году сменил имя «Вильгельм» на «Амадей» (Amadeus). Заметки о музыке публиковал под именем Иоганнес Крейслер (нем. Johannes Kreisler).
Гофман выбрал себе стезю юриспруденции, из которой всю свою последующую жизнь пытался вырваться и зарабатывать искусством.
В 1800 году Гофман прекрасно окончил курс юридических наук в Кёнигсбергском университете и связал свою жизнь с государственной службой. В этом же году он покинул Кёнигсберг и до 1807 года работал в разных чинах, в свободное время занимаясь музыкой и рисованием.
Все попытки Гофмана зарабатывать на жизнь искусством приводили к бедности и бедствиям. Лишь после 1813 года дела его пошли лучше после получения небольшого наследства. Место капельмейстера в Дрездене ненадолго удовлетворило его профессиональные амбиции; после 1815 он потерял это место и принуждён был снова поступить на ненавистную службу, уже в Берлине. Однако новое место давало и заработок, и оставляло много времени для творчества.
Чувствуя отвращение к мещанским «чайным» обществам, Гофман проводил большую часть вечеров, а иногда и часть ночи, в винном погребке. Расстроив себе вином и бессонницей нервы, Гофман приходил домой и садился писать; ужасы, создаваемые его воображением, иногда приводили в страх его самого. А в узаконенный час Гофман уже сидел на службе и усердно работал.
Особенность гофмановской фантастики в том, что человеческий и надчеловеческий миры сближены и оказываются одновременно существующими сторонами одной и той же жизни. Реальное стыкуется со сверхреальным, время предполагает переход во вневременное. Так, повесть «Золотой горшок» — на первый взгляд, банальная история взаимоотношений студента Ансельма с семьёй ректора Паульмана. Земля, погруженная в суету сует, не ведает сущности явлений: в Линдгорсте люди видят архивариуса, а не мага, в торговке не угадывают ведьмы, а в яблоках — её «милых» деток. У Гофмана присутствует не только мифологизированная реальность, но и вневременность, запечатленная в мифе. Такова вставная новелла о фосфоре и лилии — о разрыве природы и человечества, духа и материи и проистекшей от этого борьбы светлых и темных сил.
В свою пору немецкая критика была невысокого мнения о Гофмане; там предпочитали романтизм глубокомысленный и серьёзный, без примеси сарказма и сатиры. Гораздо популярнее Гофман был в других странах Европы и в Северной Америке; в России Белинский назвал его «одним из величайших немецких поэтов, живописцем внутреннего мира», а Достоевский перечитал всего Гофмана по-русски и на языке оригинала.
В возрасте 46 лет Гофман был окончательно истощён своим образом жизни; но и на смертном одре он сохранил силу воображения и остроумие. Умер он в Берлине, похоронен на Иерусалимском кладбище в районе Кройцберг.
Обстоятельства биографии Гофмана обыграны в опере Жака Оффенбаха «Сказки Гофмана» и поэме Миколы Бажана «Ночь Гофмана».

## Биография

### Детство и юность
Эрнст Теодор Вильгельм Гофман родился 24 января 1776 года в Кёнигсберге (Пруссия) в семье адвоката королевского суда Кристофа Людвига Гофмана и его кузины Ловизы Альбертины (урождённой Дёрфер). Он был вторым сыном в семье.
В 1778 году родители Эрнста развелись. Двухлетний мальчик вместе с матерью переехал в дом бабушки по материнской линии, где воспитывался под присмотром семьи Дёрферов. Его старший брат, Иоганн Людвиг, остался жить с отцом.
24 мая 1779 года скончалась тётя Эрнста — Шарлотта Вильгельмина Дёрфер, которую в семье называли Фюсхен.

С 1782 по 1792 годы Гофман обучался в реформатской школе в Кёнигсберге. В это же время его отец был переведён на службу в Инстербург.
В 1786 году юный Гофман познакомился с Теодором Готлибом Гиппелем (1775—1843), с которым его связала крепкая дружба, продолжавшаяся до самой смерти писателя.
В 1790 году Эрнст Теодор Амадей Гофман начинает обучаться музыке и живописи: он становится учеником соборного органиста и композитора Кристиана Подбельски, а также живописца Земана.
В 1792 году Гофман поступает на юридический факультет Кёнигсбергского университета, продолжая семейную традицию. Однако юриспруденция не становится его единственным занятием — в свободное время он пишет литературные произведения, сочиняет музыку и занимается живописью.
В 1793 году у Гофмана завязывается роман с замужней Дорой Хатт, которая была на девять лет старше его. Эти отношения длились несколько лет и носили тайный характер.

### Начало писательской деятельности
В 1795 году он пишет свои первые романы — «Корнаро, мемуары графа Юлиуса фон С.» и «Таинственный» (оба не сохранились). В это же время он увлекается чтением произведений Гроссе, Стерна, Жана Поля, Руссо и Шекспира. Роман с Дорой Хатт продолжается. 22 июля он сдаёт первый экзамен по юриспруденции и получает назначение судебным следователем при кёнигсбергском окружном управлении.
В январе 1796 года у Гофмана происходит конфликт с любовником Доры Хатт, что подталкивает его к желанию покинуть Кёнигсберг. Семья решает отправить его в Глогау, к дяде по матери — Иоганну Людвигу Дёрферу, который также был его крёстным отцом. 13 марта умирает мать Гофмана, а в июле он уезжает в Глогау. Там он знакомится с художником Алоисом Молинари и расписывает вместе с ним местную иезуитскую церковь. 
В 27 апреля 1797 года умирает его отец, и в мае-июне Гофман совершает поездку в Кёнигсберг. В дороге происходит короткая встреча с Гиппелем. Во время этой поездки Гофман в последний раз встречается с Дорой Хатт — их отношения окончательно заканчиваются.
В 1798 году он обручается со своей кузиной Минной Дёрфер. 20 июня с успехом сдаёт второй экзамен по юриспруденции и подаёт прошение о переводе в Берлин, на должность референдария апелляционного суда. В августе он получает перевод и отправляется в Берлин. По пути он путешествует по Исполинским горам вместе с экзаменатором Фридрихом Готтлибом Ягвицем и впервые пробует азартные игры. В конце августа, проезжая через Дрезден, он возвращается в Берлин и сначала селится в пансионе, а затем — в доме семьи Дёрферов. Здесь начинается его дружба с актёром и гитаристом Фридрихом фон Гольбейном. В это время Гофман начинает изучать композицию у Фридриха Генриха Рейхардта.
В 1799 году Эрнст Теодор Амадей Гофман создаёт музыку и либретто для трёхактного зингшпиля под названием «Маска». Это стало одним из первых его серьёзных музыкальных произведений, в котором он сочетал литературный и композиторский талант.
В январе 1800 года он предпринимает попытку поставить свою оперу в Королевском национальном театре в Берлине, однако это обращение оказывается безуспешным. Тем не менее, 27 марта он сдаёт третий экзамен по юриспруденции, и в мае получает назначение на должность асессора в окружной суд в Познани.
В начале лета того же года он отправляется в путешествие вместе с Теодором Гиппелем, посещая Потсдам, Лейпциг и Дрезден. Затем он прибывает в Познань для вступления в должность. На Рождество 1800 года Гофман вновь приезжает в Берлин, где знакомится с писателем Жаном Полем, который часто бывал в доме семьи Дёрферов.

В 1801 году Гофман сочиняет зингшпиль «Шутка, хитрость и месть» на текст Иоганна Вольфганга Гёте. Произведение ставится на сцене в Познани. Жан Поль, впечатлённый музыкой, отправляет партитуру оперы с личной рекомендацией Гёте, тем самым способствуя популяризации творчества Гофмана.
В 1802 году Гофман оказался в центре скандала — он создал карикатуры на представителей познанского высшего общества, что вызвало недовольство и привело к дисциплинарным последствиям. В наказание его перевели в провинциальный город Плоцк. В это же время он разрывает помолвку с кузиной Минной Дёрфер и женится на польке Михалине Рорер-Тжчиньской, которую нежно называл Мишей. Летом супруги переезжают в Плоцк. Там Гофман тяжело переносит изоляцию, ведёт замкнутый образ жизни, пишет церковную музыку, сочинения для фортепиано и активно занимается теорией композиции.
В 1803 году выходит его первая литературная публикация — эссе «Письмо монаха своему столичному другу», напечатанное 9 сентября в журнале «Прямодушный». Он также безуспешно участвует в конкурсе Августа Коцебу на лучшую комедию с пьесой «Премия». Гофман подаёт прошение о переводе в западные провинции Пруссии.
С 24 января по 15 февраля 1804 года он в последний раз навещает Кёнигсберг, где встречается с Теодором Гиппелем и Мальхен Хатт — дочерью покойной Доры Хатт. В марте Гофмана переводят в Варшаву, где он получает должность правительственного чиновника. Здесь начинается его дружба с Юлиусом Эдуардом Хитцигом. В декабре он пишет двухактный зингшпиль «Весёлые музыканты» на текст Клеменса Брентано — впервые на титульном листе партитуры появляется имя «Амадей», выбранное Гофманом в честь Моцарта.
В 1805 году Гофман сочиняет музыку к спектаклю Захарии Вернера «Крест на Балтике», а «Весёлые музыканты» ставятся на сцене в Варшаве. 31 мая учреждается «Музыкальное общество», одним из руководителей которого становится Гофман. В июле у него и Миши рождается дочь Цецилия — их первый и единственный ребёнок.
В 1806 году он участвует в оформлении дворца Мнишков, приобретённого «Музыкальным обществом», и лично расписывает многие залы. На торжественном открытии дворца он дирижирует собственной симфонией ми-бемоль мажор. Однако 28 ноября Варшаву занимают французские войска, прусские учреждения закрываются, и Гофман теряет свою должность.
В январе 1807 года его жена Миша с маленькой Цецилией уезжают в Познань к родственникам. Сам Гофман остаётся в Варшаве и живёт в мансарде дворца Мнишков, который теперь служит резиденцией французского генерала Дарю. В это время он тяжело болеет. Надежды на переезд в Вену не сбываются, и он решает ехать в Берлин, где рассчитывает на помощь Хитцига. 18 июня он прибывает в Берлин, но остаётся без должности и вынужден зарабатывать исключительно искусством. Начинается период нужды и голода. В середине августа в Познани умирает его дочь Цецилия.

### Жизнь в Бамберге
В апреле 1808 года Гофман занимает должность капельмейстера в недавно открытом театре Бамберга. В начале мая у него возникает замысел «Кавалера Глюка». 1 сентября он прибывает в Бамберг, а 21 октября неудачно дебютирует как дирижёр в Бамбергском театре. Сохранив звание капельмейстера, он отказывается от обязанностей дирижёра. На жизнь зарабатывает частными уроками и случайными музыкальными сочинениями для театра.
В 1809 году была опубликована повесть Гофмана «Кавалер Глюк» в «Всеобщей музыкальной газете» (15 февраля), с чего началось его сотрудничество с этим изданием. В том же году он знакомится с виноторговцем К. Ф. Кунцем, который позже станет его первым издателем. В августе Гофман пишет фортепианное трио ми-мажор.
В 1810 году он активно работает в Бамбергском театре, переживающем период расцвета, одновременно выступая в качестве композитора, декоратора, драматурга, режиссёра и помощника директора. В это время Гофман создаёт образ Иоганнеса Крейслера — своего alter ego, впервые появившийся в «Музыкальных страданиях капельмейстера Крейслера».
В 1811 году Гофман начинает давать уроки пения Юлии Марк и влюбляется в неё, однако она не подозревает о чувствах своего учителя. В этом же году он знакомится с Карлом Марией фон Вебером.
В 1812 году Гофман влюбляется в Юлию, что вызывает ревность его жены Миши. В это же время он задумывает роман «Часы просветления некоего бедного музыканта», много времени уделяет изучению натурфилософии и «животного магнетизма». 14 мая через Бамберг проездом проходит Наполеон. Летом Гофман начинает работу над оперой «Ундина». 5 сентября, во время поездки в Поммерсфельден, он окончательно порывает с семьёй Марк, а 19 сентября приступает к написанию «Дон Жуана». В декабре Юлия Марк выходит замуж за купца Грепеля. Фридрих де ла Мотт Фуке в это время создаёт либретто к «Ундине».

### Жизнь в Лейпциге
В 1813 году, в феврале, Гофмана приглашают на должность музыкального директора оперной труппы Йозефа Секонды. 18 марта он заключает издательский договор с Кунцем. 25 апреля приезжает в Дрезден, где встречает Гиппеля. 19 мая начинает писать «Магнетизёра», а уже 20 мая уезжает в Лейпциг, где присоединяется к труппе Секонды и приступает к обязанностям директора. 24-25 июня вместе с труппой перебирается в Дрезден. Там он становится свидетелем битвы под городом (26-27 августа). 4 ноября дирижирует оперой Моцарта «Волшебная флейта» в осаждённом Дрездене, после чего начинает работу над повестью-сказкой «Золотой горшок». После поражения Наполеона 10 декабря Гофман возвращается с труппой в Лейпциг.

В 1814 году, 15 февраля, он завершает «Золотой горшок». Однако Секонда увольняет его, обвинив в некомпетентности, и Гофман вновь оказывается в нужде. Он пытается зарабатывать карикатурами антинаполеоновской направленности и рецензиями для «Всеобщей музыкальной газеты». 5 марта он начинает писать роман «Эликсиры сатаны», связывая с ним надежды на улучшение своего материального положения и называя роман «эликсиром жизни». В начале мая выходят первые два тома «Фантазий в манере Калло». 5 августа Гофман завершает оперу «Ундина». В сентябре министерство юстиции Пруссии предлагает ему должность государственного чиновника — поначалу без жалования, но он соглашается. 26 сентября Гофман приезжает в Берлин, где знакомится с Фуке, Шамиссо, Тиком, Францем Хорном и Филиппом Фейтом. «Фантазии в манере Калло» получают признание, и Гофмана приглашают в литературные салоны.
В 1815 году Гофман прекращает сотрудничество с «Всеобщей музыкальной газетой», поскольку работа для неё не приносит существенного дохода. 27 мая его опера «Ундина» принимается к постановке на сцене Национального театра. В это время он знакомится с поэтами Клеменсом Брентано и Йозефом фон Эйхендорфом. 1 июля Гофман арендует квартиру на Таубенштрассе, 31, на Жандармском рынке — этот адрес станет его последним местом жительства. Он сближается с актёром Людвигом Девриентом. В сентябре выходит первый том его романа «Эликсиры сатаны».
В 1816 году рушатся надежды Гофмана занять должность капельмейстера. Однако 22 апреля он получает назначение на должность советника апелляционного суда с жалованьем и смиряется с необходимостью заниматься юриспруденцией ради «хлеба насущного». В мае выходит второй том «Эликсиров сатаны». Летом завязывается дружба с Карлом Марией фон Вебером. 3 августа проходит премьера оперы «Ундина», которая приносит Гофману успех как композитору. Также выходит в свет книга «Детские сказки» с текстами Гофмана, Контессы и Фуке — первая немецкая книга с литературными сказками для детей, в которую входит и «Щелкунчик и Мышиный король». Начинается публикация сборника «Ночные рассказы» (до 1817 года).
В 1817 году появляется восторженная рецензия Вебера на «Ундину» в «Всеобщей музыкальной газете». Финансовое положение Гофмана улучшается: он становится популярным как композитор и писатель, а также приобретает репутацию выдающегося судьи. 27 июля проходит четырнадцатое и последнее представление «Ундины», а 29 июля пожар уничтожает театр, сгорают и декорации к опере. Дом, в котором живёт Гофман, едва не становится жертвой огня. Он перестаёт посещать литературные салоны и вместо этого часто бывает в питейных заведениях, особенно в винном погребке «Люттер и Вегнер».

В 1818 году Гофман задумывает книгу «Мастера пения. Роман для друзей музыкального искусства» (не реализована). Возникают замыслы сборника «Серапионовы братья» (первоначально — «Серафимовы братья») и оперы «Любовник после смерти» по пьесе Кальдерона, либретто к которой пишет Контесса. Весной Гофман тяжело заболевает, в это время он задумывает повесть «Крошка Цахес». Летом он заводит кота по имени Мурр. В октябре завершает рассказ «Мадемуазель де Скюдери». 14 ноября учреждается кружок «Серапионовых братьев», в который, помимо Гофмана, входят Хитциг, Контесса и Кореф.
В январе 1819 года выходит первый том нового издания «Фантазий в манере Калло», а в феврале — первый том «Серапионовых братьев». В мае Гофман начинает писать роман «Житейские воззрения кота Мурра». 1 октября его назначают членом «Непосредственной следственной комиссии по выявлению изменнических связей и других опасных происков». В октябре-ноябре он готовит судебные заключения с требованиями освободить обвиняемых. В конце ноября Гофман поддерживает иск арестованного Фридриха Людвига Яна против начальника полиции Кампца, на этом фоне усиливаются разногласия между комиссией и прусским правительством. В декабре выходит первый том романа «Кот Мурр».
В феврале 1820 года Гофман составляет окончательное решение по делу Яна, вновь требуя его освобождения. 23 марта он получает письмо от Бетховена с выражением признательности. К началу лета Гофман завершает повесть «Принцесса Брамбилла». В сентябре-октябре выходит третий том «Серапионовых братьев». Кроме того, он делает перевод и перерабатывает либретто к опере «Олимпия».
В августе 1821 года Гофман приступает к работе над вторым томом «Житейских воззрений кота Мурра» и завершает его к началу декабря. 8 октября его переводят в Верховный апелляционный сенат с повышением оклада. В начале ноября он отправляет издателю Вильмансу первые страницы новой повести — «Повелитель блох». Тогда же у него возникает замысел романа «Предсвадебный медовый месяц Тимотеуса Шнельпфеффера», который так и не был написан. В ночь с 29 на 30 ноября умирает его любимый кот Мурр, не дожив до выхода второго тома романа, опубликованного в середине декабря.

### Смерть
В январе 1822 года, примерно 18-го числа, Гофман тяжело заболевает. 23 января по распоряжению прусского правительства конфискуются рукопись и уже отпечатанные листы «Повелителя блох», а также его переписка с издателем. 31 января начальник полиции Кампц решает, что обвинения против Гофмана — насмешки над чиновниками и нарушение служебной тайны — доказаны, и требует строгого наказания. Однако по ходатайству Гиппеля допрос откладывается. 23 февраля тяжело больной Гофман диктует речь в свою защиту, а 28 февраля — завершение «Повелителя блох». 26 марта он составляет завещание, вскоре после чего у него начинается паралич. В апреле он диктует новеллу «Угловое окно». Повесть «Повелитель блох» выходит в свет в урезанном варианте. Примерно 10 июня он диктует рассказ «Враг» (остался незаконченным) и анекдот «Наивность». 24 июня паралич достигает шеи. Утром 25 июня, в 11 часов, Эрнст Теодор Амадей Гофман умирает в возрасте 46 лет.

## Гофман и романтизм
Как художник и мыслитель Гофман преемственно связан с йенскими романтиками, с их пониманием искусства как единственно возможного источника преобразования мира. Гофман развивает многие идеи Ф. Шлегеля и Новалиса, например учение об универсальности искусства, концепцию романтической иронии и синтеза искусств. Музыкант и композитор, художник-декоратор и мастер графического рисунка, писатель Гофман близок к практическому осуществлению идеи синтеза искусств.
Творчество Гофмана в развитии немецкого романтизма представляет собой этап более обострённого и трагического осмысления действительности, отказа от ряда иллюзий йенских романтиков, пересмотра соотношения между идеалом и действительностью. В. Соловьёв так охарактеризовал творчество Гофмана:

Существенный характер поэзии Гофмана… состоит в постоянной внутренней связи и взаимном проникновении фантастического и реального элементов, причем фантастические образы, несмотря на всю свою причудливость, являются не как привидения из иного, чуждого мира, а как другая сторона той же самой действительности, того же самого реального мира, в котором действуют и страдают живые лица, выводимые поэтом. …В фантастических рассказах Гофмана все лица живут двойною жизнью, попеременно выступая то в фантастическом, то в реальном мире. Вследствие этого они или, лучше сказать, поэт — через них — чувствует себя свободным, не привязанным исключительно ни к той, ни к другой области.
Герой Гофмана старается вырваться из оков окружающего его мира посредством иронии, но, понимая бессилие романтического противостояния реальной жизни, писатель сам посмеивается над своим героем. Романтическая ирония у Гофмана меняет своё направление, она, в отличие от йенцев, никогда не создаёт иллюзии абсолютной свободы. Гофман сосредоточивает пристальное внимание на личности художника, считая, что он более всех свободен от корыстных побуждений и мелочных забот. По наблюдению Н. Я. Берковского:

Гофман делает очень важное для тогдашней литературы открытие: страшный мир отлично уживается с бидермейером, с добряками стиля бидермейер. В чреве бидермейера обитают преступления, суды, следствия, четвертования и повешения. Самому Гофману как художнику более всего удавалось изображение страшного мира, когда практиковалось оно в его переплетенности с обыденной гражданской жизнью. Когда же Гофман писал страшное как некий жанр, в себе самом закрытый, когда он преподносил его вытяжками, чёрными экстрактами, как во многих из своих «Ночных рассказов» — «Игнац Деннер», например, — то он терпел несомненную неудачу. Чтобы впечатлять, страшное нуждалось в обыденной основе, в гарантиях реальности, иначе оно только раздражало воображение и ум.

### На русском языке
- Теодор Гофман . Собрание сочинений в восьми томах. — СПб.: Типография братьев Пантелеевых, 1896—1899.
- Э. Т. А. Гофман. Музыкальные новеллы. — М.: Всемирная литература, 1922.
- Э. Т. А. Гофман. Собрание сочинений в семи томах. — М.: Недра, 1929. (под общей редакцией П. С. Когана. С портретом автора. Перевод с немецкого под редакцией З. А. Вершининой)
- Э. Т. А. Гофман. Золотой горшок. — М.: ГИХЛ, 1958. — 92 с.
- Гофман. Избранные произведения в трёх томах.. — М.: ГИХЛ, 1962.
- Э. Т. А. Гофман. Крейслериана. Житейские воззрения кота Мурра. Дневники. — М.: Наука, 1972.
- Э. Т. А. Гофман. Новеллы. — М.: Художественная литература, 1983. — 399 с.
- Гофман. Собрание сочинений в шести томах.. — М.: Художественная литература, 1991—2000.
- Э. Т. А. Гофман. Эликсиры сатаны.. — М.: Республика, 1992. — ISBN 5-250-02103-4.
- Э. Т. А. Гофман. Крошка Цахес, по прозванию Циннобер. — М.: Радуга, 2002. — ISBN 5-05-005439-7.

## Основные музыкальные произведения
- зингшпиль «Веселые музыканты» (нем. Die lustigen Musikanten) (либретто: Клеменс Брентано) (1804)
- музыка к трагедии Захариаса Вернера «Крест на Балтийском море» (нем. Bühnenmusik zu Zacharias Werners Trauerspiel Das Kreuz an der Ostsee) (1805)
- сонаты для фортепиано: «A-Dur, f-moll, F-Dur, f-moll, cis-moll» (1805—1808)
- балет «Арлекин» (нем. Arlequin) (1808)
- церковная симфония «Miserere B-Moll-Sinfonie Es-Dur» (1809)
- «Большое трио для фортепиано, скрипки и виолончели» (нем. Grand Trio E-Dur) (1809)
- мелодрама «Дирна. Индийская мелодрама в 3-х актах» (нем. Dirna) (либретто: Юлиус фон Зоден) (1809)
- опера «Аврора» (нем. Aurora) (либретто: Франц фон Хольбайн) (1812)
- опера «Ундина» (нем. Undine) (либретто: Фридрих де ла Мотт Фуке) (1816)

## Балеты, оперы и фортепианное сочинение по произведениям Э. Т. А. Гофмана
- Фантазии для фортепиано «Fantasiestücke» и «Крейслериана[вд]» Роберта Шумана по мотивам сборника новелл Э. Гофмана «Фантазии в манере Калло» (1837—1838).
- Комическая опера Адольфа Адана «Нюрнбергская кукла» (фр. La poupée de Nuremberg) (первая постановка в 1852 году).
- «Коппелия» («Коппелия, или Красавица с голубыми глазами», фр. Coppélia) — комический балет французского композитора Лео Делиба. Либретто написано по новелле Э. Гофмана «Песочный человек» Ш. Нюитером (Charles Nuitter) и балетмейстером спектакля А. Сен-Леоном (первая постановка в 1870 году).
- Оперетта Жака Оффенбаха и В. Сорду «Король Морковь» (фр. Le roi Carotte) (первая постановка в 1872 году).
- Опера Жака Оффенбаха «Сказки Гофмана» (первая постановка в 1881 году).
- Комическая опера А. Томпсона и Э. Соломона «Пепита» («Пепита; или Девочка со стеклянными глазами», англ. Pepita; or, the Girl with the Glass Eyes) (первая постановка в 1886 году).
- Балет П. И. Чайковского «Щелкунчик» (первая постановка в 1892 году).
- Комическая опера Эдмона Одрана и М. Ордонню «Кукла» (фр. La poupée) (первая постановка в 1896 году).
- Опера Ферруччо Бузони «Выбор невесты» (нем. Die Brautwahl) (первая постановка в 1905 году).
- Опера Вальтера Браунфельса «Принцесса Бамбрилла» (нем. Prinzessin Brambilla) (первая постановка в 1909 году).
- Опера Пауля Хиндемита «Кардильяк» (нем. Cardillac) (первая постановка в 1926 году).
- Балет С. М. Слонимского «Волшебный орех» (первая постановка в 2005 году).
- Мюзикл Гила Мемерта «Скюдери» (нем. Scuderi) (первая постановка в 2009 году).

## Экранизации
- Коппелия: Живая кукла (фр. Coppelia: La Poupée animée), 1900 год
- И без покоя странствовать ты будешь… (нем. Und wandern sollst du ruhelos …). 1915 год
- Сказки Гофмана (нем. Hoffmanns Erzählungen), 1916 год
- Песня ведьмы (нем. Das Hexenlied), 1919 год
- Кукла (нем. Die Puppe), 1919 год
- Сказки Гофмана (нем. Hoffmanns Erzählungen), 1923 год
- Потерянная туфелька (нем. Der verlorene Schuh), 1923 год
- Фантазия (мультфильм, 1940) (англ. Fantasia)
- Смертельные сны (нем. Die tödlichen Träume), 1950 год
- Сказки Гофмана (англ. The Tales of Hoffmann), 1951 год
- Фрейлен фон Скюдери (нем. Das Fräulein von Scuderi), 1955 год
- Зачарованный Щелкунчик (англ. The Enchanted Nutcracker), 1961 год
- Фантастический мир доктора Коппелиуса (исп. El fantástico mundo del doctor Coppelius), 1966 год
- Щелкунчик (пол. Dziadek do orzechów), 1967 год
- Энциклопедия смеха, 1969 год
- Кардильяк (нем. Cardillac), 1969 год
- Сказка о твердом орехе (мультфильм, 1971)
- Эликсир дьявола (нем. Die Elixiere des Teufels), 1973 год
- Щелкунчик (мультфильм, 1973)
- Эликсиры дьявола (нем. Die Elixiere des Teufels), 1976 год
- Орех Кракатук, 1977 год
- Фантазия Щелкунчика (мультфильм, 1979) (яп. くるみ割り人形, англ. Nutcracker Fantasy)
- Щелкунчик (англ. Nutcracker), 1982 год
- Ошибка старого волшебника (Заколдованный Циннобер) (нем. Zauber um Zinnober), 1983 год
- Щелкунчик (англ. Nutcracker: The Motion Picture), 1986 год
- Заботливые мишки: Щелкунчик (мультфильм, 1988) (англ. Care Bears Nutcracker Suite)
- Принц Щелкунчик (мультфильм, 1990) (англ. The Nutcracker Prince)
- Песочный Человек (мультфильм, 1991) (англ. The Sandman)
- Щелкунчик (мультфильм, 1991) (англ. The Nutcracker)
- Щелкунчик (англ. The Nutcracker), 1993 год
- Балерина, 1993 год
- Щелкунчик (мультфильм, 1995) (англ. The Nutcracker)
- Эликсир (мультфильм, 1995 год)
- Щелкунчик — принц орехов (мультфильм, 1999) (англ. The Nuttiest Nutcracker)
- Щелкунчик и Мышиный король (мультфильм, 1999)
- Песочный Человек (англ. The Sandman), 2000 год
- Барби и Щелкунчик (мультфильм, 2001) (англ. Barbie in the Nutcracker)
- Волшебное Рождество у Микки (мультфильм, 2001) (англ. Mickey's Magical Christmas: Snowed in at the House of Mouse)
- Щелкунчик (мультфильм, 2004)
- Том и Джерри: История о Щелкунчике (мультфильм, 2007) (англ. Tom and Jerry: A Nutcracker Tale)
- Секрет Щелкунчика (англ. The Secret of the Nutcracker), 2007 год
- Наша Маша и волшебный орех (мультфильм, 2009)
- Цахес (болг. Цахес), 2010 год
- Щелкунчик и Крысиный Король (англ. The Nutcracker in 3D), 2010 год
- Щелкунчик (англ. The Nutcracker), 2013 год
- Волшебное королевство Щелкунчика (мультфильм, 2015) (исп. El Cascanueces, англ. The Nutcracker Sweet)
- Проклятие Клары: Рождественская История (мультфильм, 2015) (англ. The Curse of Clara: A Holiday Tale)
- Щелкунчик и Мышиный король (нем. Nussknacker und Mausekönig), 2015 год
- Гофманиада (мультфильм, 2018)
- Щелкунчик и четыре королевства (англ. The Nutcracker and the Four Realms), 2018 год
- Щелкунчик и волшебная флейта (мультфильм, 2022)

## В астрономии
В честь героини произведения Гофмана «Принцесса Брамбилла» назван астероид (640) Брамбилла, открытый в 1907 году.